# Music City 200 1959
Music City 200 1959 var ett stockcarlopp ingående i Nascar Grand National Series (nuvarande Nascar Cup Series) som kördes 24 maj 1959 på den 0,5 mile (804,672 meter) långa ovalbanan Nashville Fairgrounds i Nashville i Tennessee. Totalt avverkades 100 miles (160,934 km) fördelat på 200 varv. Banunderlaget var asfalt. Loppet vanns av Rex White i en Chevrolet ägd av White själv på tiden 1:24.30. Whites snitthastighet var 71,006 mph. Prispotten uppgick till 3 270 dollar, varav 900 dollar gick till segraren.

## Resultat
| Plc     | Nr | Förare           | Team/ bilägare    | Konstruktör | Start | Varv | Ledda varv |
| ------- | -- | ---------------- | ----------------- | ----------- | ----- | ---- | ---------- |
| 1       | 4  | Rex White        | Rex White         | Chevrolet   | 1     | 200  | 40         |
| 2       | 11 | Junior Johnson   | Paul Spaulding    | Ford        | 7     | 200  | 12         |
| 3       | 36 | Tommy Irwin      | Tommy Irwin       | Ford        | 3     | 199  | 111        |
| 4       | 87 | Buck Baker       | Buck Baker Racing | Chevrolet   | 5     | 198  | 0          |
| 5       | 77 | Joe Lee Johnson  | Joe Lee Johnson   | Chevrolet   | 4     | 198  | 0          |
| 6       | 42 | Lee Petty        | Petty Enterprises | Plymouth    | 2     | 196  | 37         |
| 7       | 18 | Charley Griffith | Charley Griffith  | Pontiac     | 8     | 193  | 0          |
| 8       | 6  | Cotton Owens     | W.H. Watson       | Pontiac     | 6     | 193  | 0          |
| 9       | 73 | Bob Burdick      | Roy Burdick       | Ford        | 9     | 192  | 0          |
| 10      | 19 | Herman Beam      | Herman Beam       | Chevrolet   | 11    | 179  | 0          |
| 11      | 34 | G.C. Spencer     | GC Spencer Racing | Chevrolet   | 10    | 171  | 0          |
| 12      | 13 | Tommy Thompson   | Tommy Thompson    | Chevrolet   | 12    | 160  | 0          |
| Källor: |    |                  |                   |             |       |      |            |